# Banque centrale de réserve du Pérou

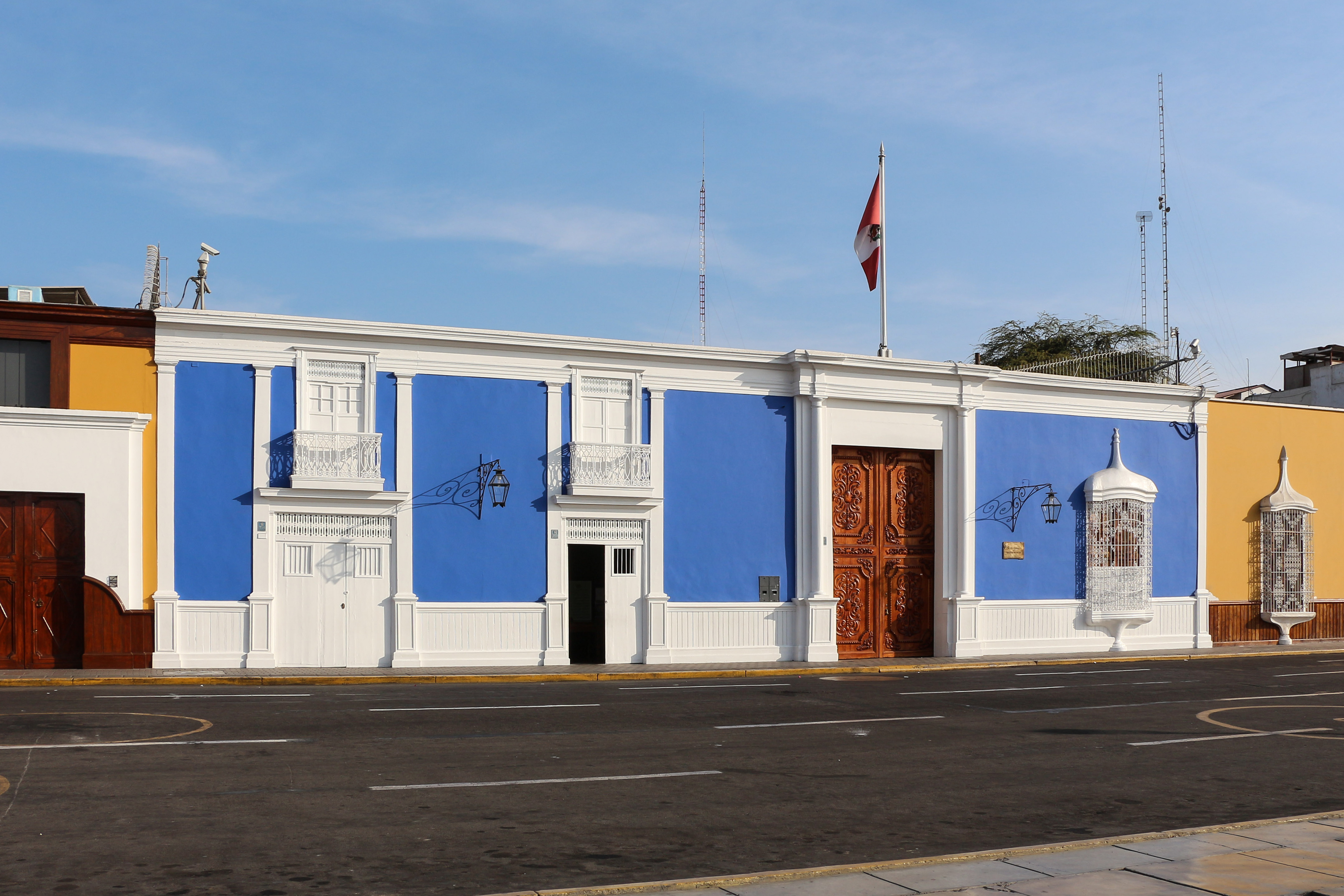
Édifice de la Banque centrale de réserve du Pérou à Trujillo

La Banque centrale de réserve du Pérou (en espagnol : Banco Central de Reserva del Perú) est la banque centrale du Pérou. Elle a été créée sous sa forme actuelle en 1922. Son siège est basé à Lima. Son directeur depuis 2016 est Rafael Rey.